# Enovate ME5
Enovate ME5 – hybrydowy samochód osobowy typu crossover klasy średniej produkowany pod chińską marką Enovate w latach 2021–2023.

## Historia i opis modelu

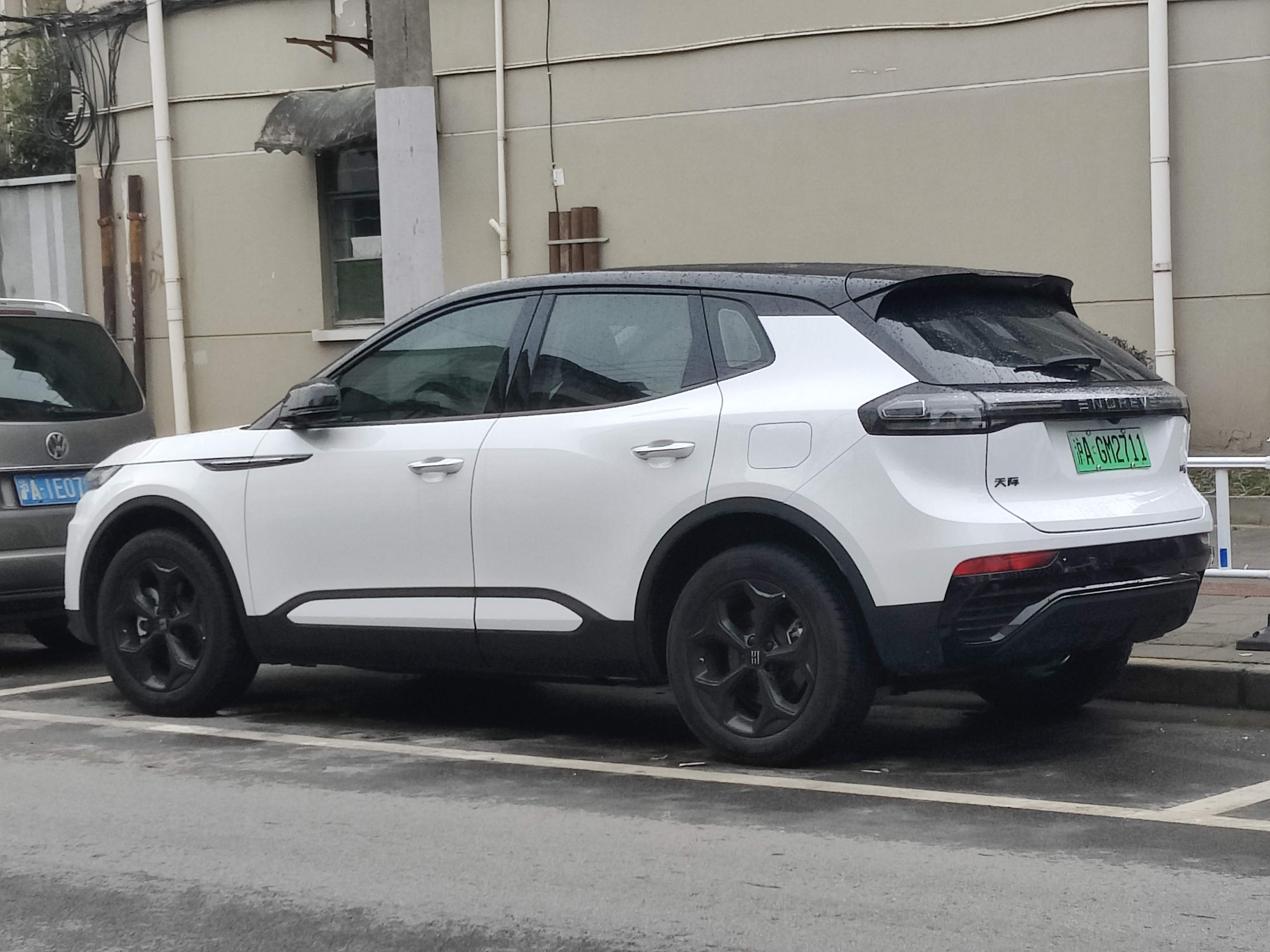
Enovate ME5 - tył

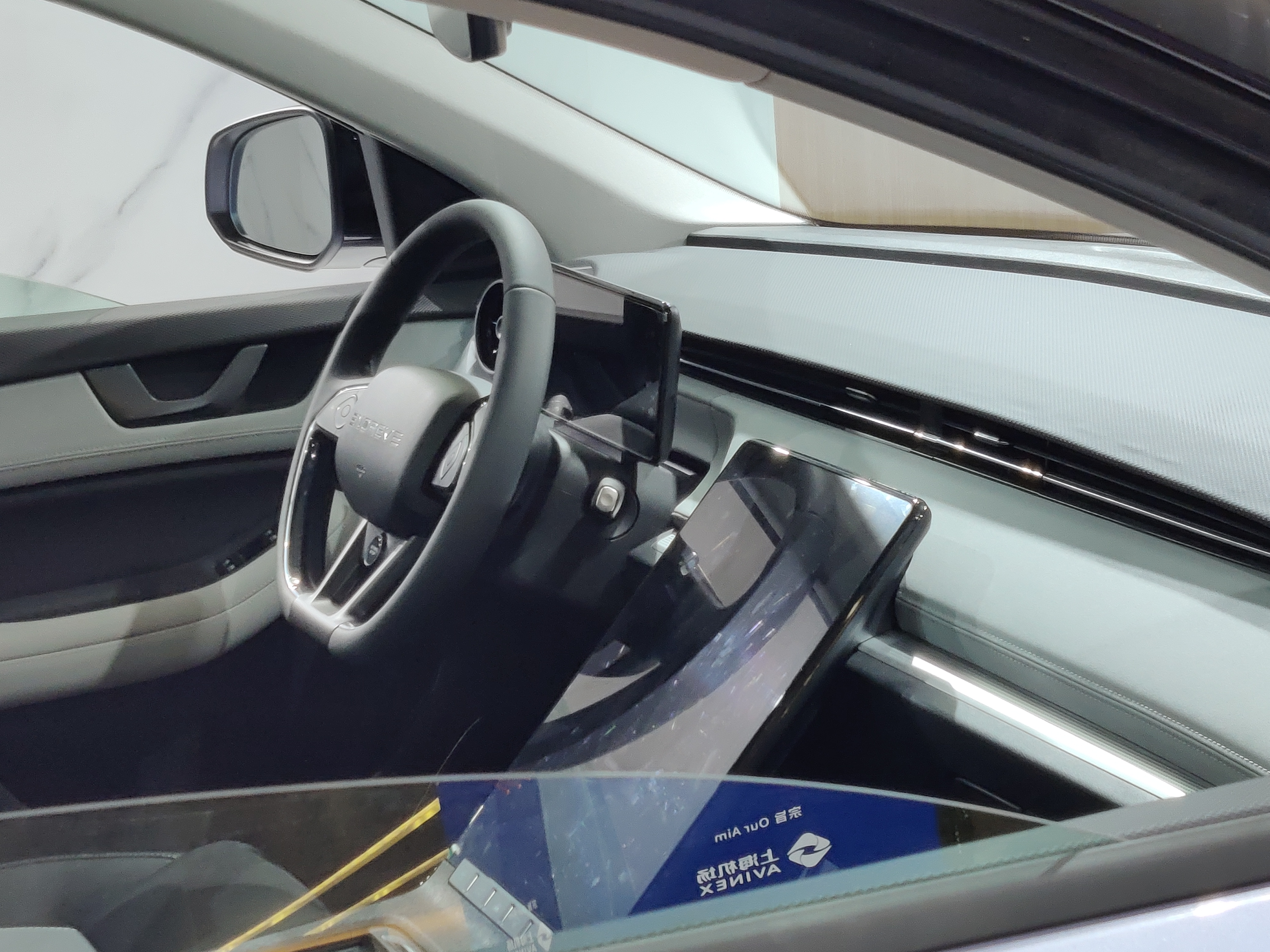
Enovate ME5 - kokpit

W lipcu 2021 chińskie przedsiębiorstwo Enovate przedstawiło swój drugi model samochodu w postaci średniej wielkości crossovera ME5. Samochód uplasował się w gamie poniżej topowego, nieznacznie większego ME7, podobnie jak on powstając według projektu stylistycznego wieloletniego projektanta Porsche, niemiecko-tureckiego Hakana Saracoglu. Pas przedni utworzyły dwurzędowe reflektory, z kolei dwubarwnie malowane nadwozie zwieńczył tylny pas świetlny płynnie połączony optycznie z szybą klapy bagażnika.
Kabina pasażerska utrzymana została w minimalistycznym projekcie zdominowanym przez wyświetlacze. Zegary zastąpił cyfrowy, 10,25 calowy ekran wskaźników z kolei konsolę centralną zdominował położony pod kątem, duży pionowy ekran systemu multimedialnego o przekątnej 14,8 cala, pozwalając na sterowanie głównymi funkcjami pojazdu.

### Sprzedaż
Enovate ME5 zbudowany został z myślą o wewnętrznym rynku chińskim, gdzie jego produkcja rozpoczęła się tuż po lipcowej premierze w 2021 roku. W momencie premiery podstawowy wariant wyposażenia wyceniony został na równowartość 23 200 dolarów, stanowiąc konkurencyjny produkt dla innych hybrydowych SUV-ów i crossoverów na rynku chińskim. Dostawy pierwszych egzemplarzy rozpoczęto w sierpniu 2021.

### Dane techniczne
W przeciwieństwie do ME7, Enovate ME5 nie jest klasycznym samochodem elektrycznym, lecz hybrydowym modelem z układem napędowym wzbogaconym przez 98-konną, 1,5-litrową jednostkę spalinową zapewniającą wydłużenie zasięgu. Łączna moc układu napędowego wyniosła 204 KM i 310 Nm maksymalnego momentu obrotowego, rozpędzając się do 160 km/h i zapewniając w cyklu mieszanym łącznie 1012 kilometrów zasięgu. Zatankowana do pełna jednostka spalinowa wspiera w takim przypadku 30,6 kWh baterię.